# Olaf Pollack
Olaf Pollack (Räckelwitz, 2 september 1973) is een Duits voormalig wielrenner, die zowel op de weg als op de baan actief was.
Olaf Pollack begon zijn wielerloopbaan bij het bescheiden ploegje Agro-Adler-Brandenburg in 1997. Na drie jaar voor deze ploeg te hebben gereden vertrok hij naar Team Gerolsteiner. In 2005 en 2006 reed hij voor T-Mobile en in 2007 voor Team Wiesenhof.
Pollacks specialiteit was sprinten. Vooral in de kleinere rondes kon Pollack vaak meedoen voor de overwinning. In 2003 nam hij deel aan de Ronde van Frankrijk, maar daar reed hij slechts zeven ritten. Daarnaast nam hij drie keer deel aan de Ronde van Italië, in 2004 (112e), 2005 en 2006 (132e). In de strijd om de ritzeges in de Giro was Pollack een paar keer dichtbij, maar het lukte hem in Italië geen enkele keer om als eerste over de streep te komen. Wel reed hij zowel in 2004 als in 2006 een dag in de roze leiderstrui.
Op 17 september 2009 werd hij door de Duitse wielerbond geschorst wegens afwijkende bloedwaarden.

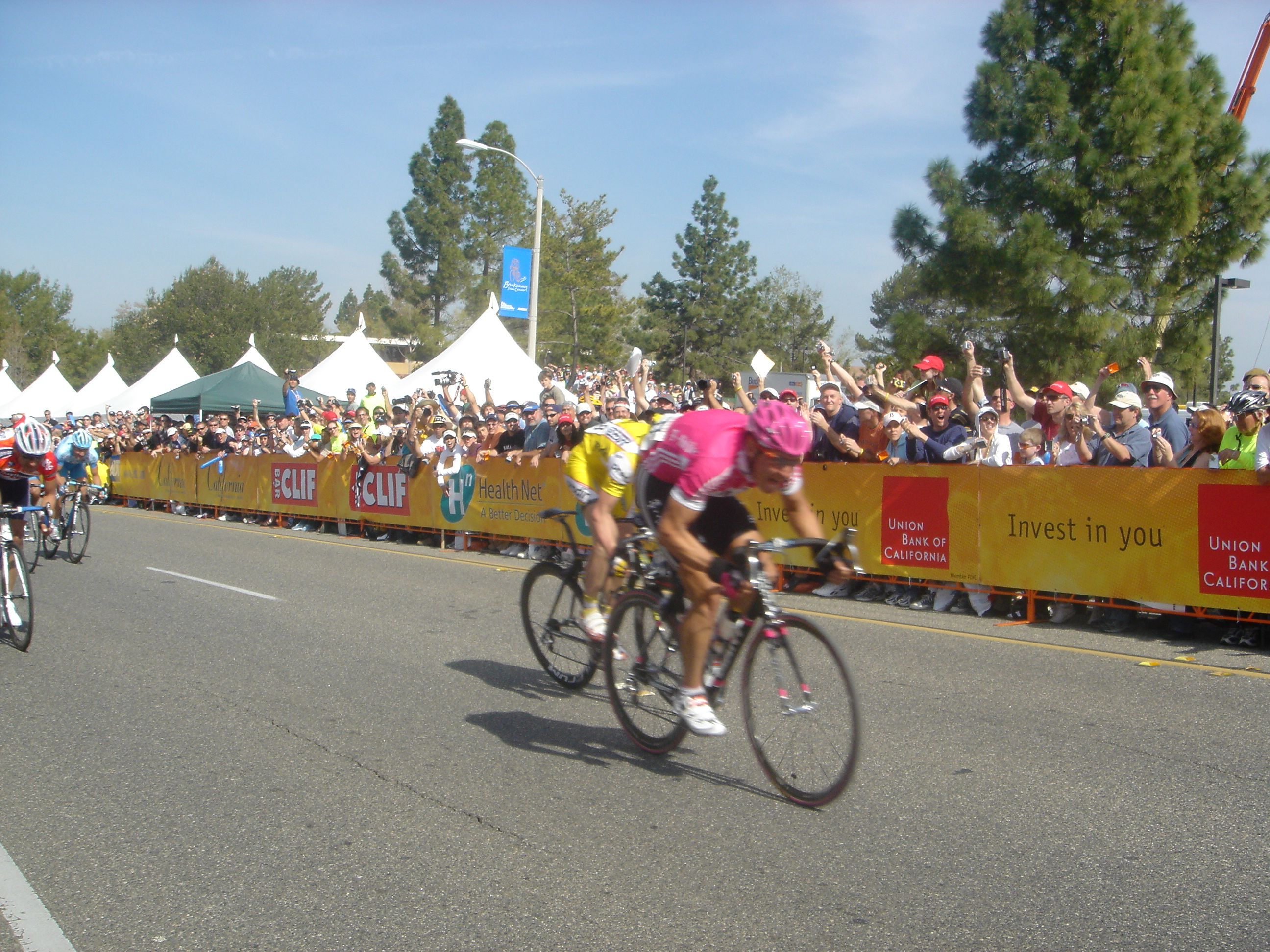
Pollack wint een etappe in de Ronde van Californië

## Belangrijkste overwinningen
1996
- 4e etappe Ronde van Slovenië

1998
- Proloog en 1e etappe Ronde van Slovenië
- 9e en 11e etappe Olympia's Tour

2001
- Ronde van Neurenberg

2002
- Groningen-Münster
- 1e, 2e en 3e etappe Vredeskoers
- 7e etappe Ronde van Denemarken
- 1e etappe Ronde van Hessen

2003
- 5e etappe Ronde van Nedersaksen
- 7e etappe Ronde van Duitsland

2004
- 2e etappe Ronde van Saksen

2006
- 6e en 7e etappe Ronde van Californië
- Puntenklassement Ronde van Californië
- 4e etappe Ronde van Denemarken

2007
- 1e etappe Internationaal Wegcriterium

2008
- 2e etappe Bayern-Rundfahrt

## Resultaten in voornaamste wedstrijden
| Jaar | Ronde van Italië | Ronde van Frankrijk | Ronde van Spanje |
| ---- | ---------------- | ------------------- | ---------------- |
| 1998 |                  |                     |                  |
| 1999 |                  |                     |                  |
| 2001 |                  |                     |                  |
| 2002 |                  |                     |                  |
| 2003 |                  | opgave              |                  |
| 2004 | 112e             |                     |                  |
| 2005 | opgave           |                     |                  |
| 2006 | 132e             |                     |                  |
| 2007 |                  |                     |                  |

| Jaar | Milaan-San Remo | Gent-Wevelgem | Ronde van Vlaanderen | Parijs-Roubaix | Cyclassics Hamburg | Parijs-Brussel |  | WK op de weg |  | Wereldranglijsten |
| ---- | --------------- | ------------- | -------------------- | -------------- | ------------------ | -------------- |  | ------------ |  | ----------------- |
| 1998 |                 | 116e          |                      |                |                    |                |  |              |  |                   |
| 1999 |                 |               |                      |                | 76e                |                |  |              |  |                   |
| 2001 |                 |               |                      |                | 108e               | 111e           |  |              |  |                   |
| 2002 | 158e            |               |                      |                | 20e                | Zilver         |  | 145e         |  |                   |
| 2003 |                 | 36e           |                      |                | 90e                |                |  |              |  |                   |
| 2004 |                 |               |                      |                |                    |                |  |              |  |                   |
| 2005 |                 |               |                      |                |                    |                |  |              |  |                   |
| 2006 |                 |               |                      |                |                    |                |  |              |  | 105e (UPT)        |
| 2007 |                 | 12e           | 87e                  | 30e            | 10e                |                |  |              |  |                   |